# Cantón Antonio Ante
Cantón Antonio Ante är en kanton i Ecuador. Den ligger i provinsen Imbabura, i den centrala delen av landet, 70 km norr om huvudstaden Quito.